# Gert Verhulst
Gert Tony Hubert Verhulst (Berchem, 24 gennaio 1968) è un attore, sceneggiatore e regista belga fiammingo. È meglio conosciuto come Gert nella serie televisiva Samson en Gert ed è anche direttore della produzione Studio 100.

## Carriera

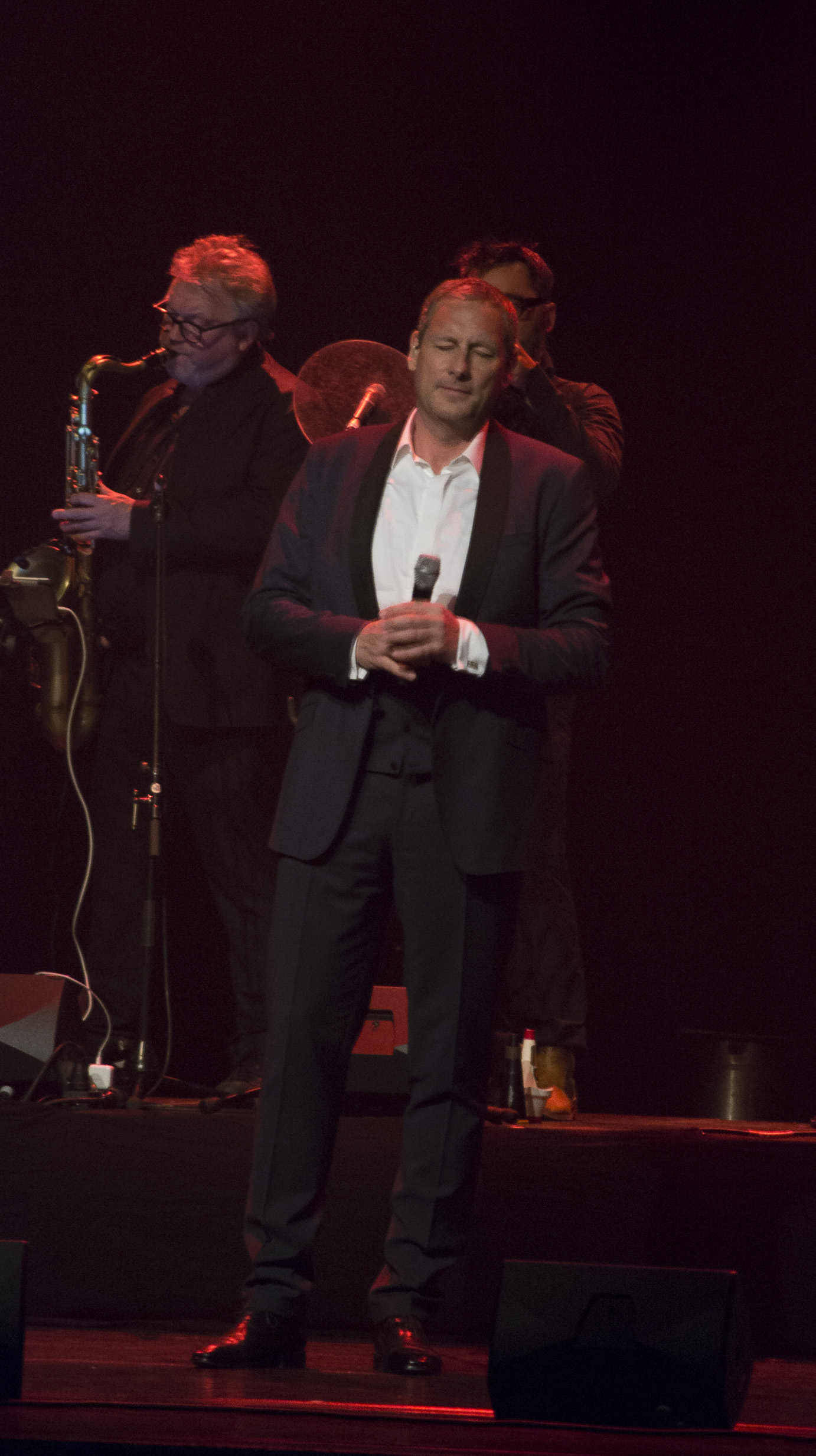
Verhulst nel 2017 durante 'Pappie loop toch niet zo snel'

Verhulst inizialmente ha lavorato come presentatore per l'emittente belga BRT. Nel 1990 ha lanciato la serie per bambini Samson en Gert, che è diventata una delle serie per bambini più popolari in Belgio e nei Paesi Bassi. Dal 1992 al 1997 Verhulst ha presentato il suo gioco linguistico autoinventato Zeg eens Euh!. Nel 1997 Verhulst andò alla stazione televisiva VTM, e presentò come serie televisiva Wat zeegt u?, Dove presentò lo stesso anno con il presentatore Jacques Vermeire la serie televisiva Linx. Nel 1998 Verhulst ha moderato la serie AVRO's Sterrenslag per alcune settimane dopo che il presentatore Herbert Bruynseels si ammalò.

## Studio 100
Nel 1996 Gert ha fondato insieme a Danny Verbiest e Hans Bourlon la compagnia Studio 100. Oltre a Samson en Gert, ha anche inventato u. a. Kabouter Plop, Wizzy en Woppy, Big en Betsy, Bumba, Piet Piraat, Mega Mindy, Het Huis Anubis e Hotel 13. Inoltre, hanno sviluppato musical come Biancaneve, Cenerentola, Robin Hood e La bella addormentata.
Nel febbraio 2005, Het Nieuwsblad stima il patrimonio del capo dell'azienda a circa 15 milioni di euro. Il suo sito di produzione ha ora un fatturato di 73 milioni di euro e guadagna un profitto annuale di 5 milioni di euro. Studio 100 impiega circa 330 persone.

## Vita privata
Verhulst ha due figli dal suo precedente matrimonio, da cui ha divorziato nel 2003. Dopo il divorzio ha avuto una relazione con Karen Damen della band K3 dal 2005 al 2007. Dal 2008 al 2011 esce con la proprietaria di un ristorante di Blankenberge. Nel 2012 Verhulst ha avuto una relazione con la nuova cantante della band K3 Josje Huisman per alcuni mesi, ma la storia d'amore è durata solo poco tempo.